# تاریخ خونین شینسنگومی کوندو ایسامی
تاریخ خونین شینسنگومی کوندو ایسامی (به ژاپنی: 新選組血風録 近藤勇 しんせんぐみけっぷうろく こんどういさみ)، یک فیلم ژاپنی است که در ۱۲ مه ۱۹۶۳ (شووا ۳۸) منتشر شد. تهیه‌کننده و توزیع‌کننده آن شرکت توئی است. به کارگردانی شیگه‌هیرو اوزاوا و با بازی Iایچیکاوا اوتائمون ۹۴ دقیقه است.
این اولین اقتباس سینمایی از رمان تاریخ خونین شینسنگومی اثر شیبا ریوتارو است.